# Kup Kralja 2008./09.
Kup Kralja 2008./09. (Copa del Rey) je bilo 115. izdanje natjecanja tog natjecanja. Svoj 25. naslov, osvojila je Barcelona, svladavši u finalu Athletic Bilbao. 

## Kvalificirane momčadi
Sljedeće momčadi su se natjecale u Kupu Kralja 2008./09.:

20 momčadi iz sezone La Liga 2007./08.:
| - Almería - Athletic Bilbao - Atlético Madrid - Barcelona - Betis - Deportivo - Espanyol - Getafe - Levante - Mallorca | - Murcia - Osasuna - Racing Santander - Real Madrid - Recreativo - Sevilla - Valencia - Valladolid - Villarreal - Zaragoza |

21 momčad iz Segunda División 2007./08. (Sevilla Atlético ne igra jer je rezervna momčad Seville):
| - Alavés - Albacete - Cádiz - Castellón - Celta - Córdoba - Eibar - Elche - Gimnàstic - Granada 74 - Hércules | - Las Palmas - Málaga - Numancia - Poli Ejido - Racing Ferrol - Real Sociedad - Salamanca - Sporting - Tenerife - Xerez |

22 momčadi iz Segunda División B 2007./08. Najbolji pet momčadi iz svake grupe i jo dvije momčadi*. Rezervne momčadi ne igraju.
| - Pontevedra - Rayo Vallecano - Fuerteventura - Lugo - Universidad LPGC - Ponferradina - Huesca - Zamora - Barakaldo - Real Unión - Girona | - Gavà - Alicante - Benidorm - Orihuela - Écija - Ceuta - Linares - Mérida - Granada - Conquense* - Lemona* |

18 momčadi iz Tercera División 2007./08. Prvak iz svake od 18 grupa. Rezervne momčadi ne igraju.
| - Ciudad de Santiago - Real Oviedo - Gimnástica - Portugalete - Sant Andreu - Alzira - Ciempozuelos - Mirandés - Roquetas | - San Fernando - Atlético Baleares - Atlético Granadilla - Ciudad Lorquí - Don Benito - Izarra - Alfaro - Ejea - Toledo |

## Prvo kolo
| Momčad#1                              | Rezultat | Momčad#2                         |
| ------------------------------------- | -------- | -------------------------------- |
| Real Oviedo                           | 2-0      | Pontevedra Club de Fútbol        |
| SD Ponferradina                       | 1-0      | Racing de Ferrol                 |
| Club Deportivo San Fernando           | 0-3      | Polideportivo Ejido              |
| Unión Balompédica Conquense           | 3-2      | Cádiz Club de Fútbol             |
| Club Deportivo Izarra                 | 0-1      | Club de Futbol Gavà              |
| Universidad Las Palmas                | 1-0      | Club Deportivo Ciempozuelos      |
| Orihuela Club de Fútbol               | 2-0      | Club Deportivo Atlético Baleares |
| Club Deportivo Linares                | 1-2      | Écija Balompié                   |
| Sociedad Deportiva Ciudad de Santiago | 0-1      | Club Portugalete                 |
| Unión Deportiva Melilla               | 2-1      | Asociación Deportiva Ceuta       |
| Club Deportivo Toledo                 | 3-1      | Granada Club de Fútbol           |
| Barakaldo Club de Fútbol              | 2-0      | Gimnástica de Torrelavega        |
| Club Deportivo Roquetas               | 1-0      | Club Atlético Ciudad de Lorquí   |
| Sociedad Deportiva Ejea               | 1-3      | Unión Deportiva Alzira           |
| Club Deportivo Alfaro                 | 1-0      | Águilas Club de Fútbol           |
| Atlético Granadilla                   | 0-1      | Club Deportivo Don Benito        |
| Club Deportivo Lugo                   | 0-3      | Real Unión Club                  |
| Unió Esportiva Sant Andreu            | 2-1      | Club Deportivo Mirandés          |

## Drugo kolo
| Momčad#1                  | Rezultat     | Momčad#2                      |
| ------------------------- | ------------ | ----------------------------- |
| Real Oviedo               | 2-3          | SD Ponferradina               |
| Polideportivo Ejido       | 2-0          | Unión Balompédica Conquense   |
| Club de Futbol Gavà       | 1-3          | Universidad Las Palmas        |
| Orihuela Club de Fútbol   | 1-0          | Unión Deportiva Fuerteventura |
| Écija Balompié            | 0-1          | Club Portugalete              |
| Unión Deportiva Melilla   | 5-2          | Mérida Unión Deportiva        |
| Club Deportivo Toledo     | 1-0          | Zamora Club de Fútbol         |
| Barakaldo Club de Fútbol  | 1-0          | Club Deportivo Roquetas       |
| Unión Deportiva Alzira    | 0-0 (p. 1-4) | Club Granada 74               |
| Club Deportivo Alfaro     | 1-2          | Club Deportivo Don Benito     |
| Real Unión Club           | 2-1          | Unió Esportiva Sant Andreu    |
| Benidorm Club Deportivo   | 4-2          | Sociedad Deportiva Lemona     |
| Hércules Club de Fútbol   | 2-1          | Levante Unión Deportiva       |
| Club Deportivo Castellón  | 1-0          | Sociedad Deportiva Eibar      |
| Elche Club de Fútbol      | 2-0          | Deportivo Alavés              |
| Gimnàstic de Tarragona    | 0-2          | Girona Fútbol Club            |
| Sociedad Deportiva Huesca | 1-3          | Rayo Vallecano                |
| Unión Deportiva Salamanca | 2-1          | Unión Deportiva Las Palmas    |
| Real Sociedad             | 1-0          | Real Zaragoza                 |
| Alicante Club de Fútbol   | 0-1          | Real Club Celta de Vigo       |
| Xerez Club Deportivo      | 1-1 (p. 1-3) | Real Murcia                   |
| Club Deportivo Tenerife   | 2-1          | Córdoba Club de Fútbol        |

## Treće kolo
| Momčad#1                  | Rezultat      | Momčad#2                  |
| ------------------------- | ------------- | ------------------------- |
| Ponferradina              | 1-1 (p. 4-2 ) | Universidad Las Palmas    |
| Club Portugalete          | 2-0           | Club Deportivo Don Benito |
| Orihuela Club de Fútbol   | 3-1           | Club Deportivo Toledo     |
| Granada 74                | 0-2           | Benidorm Club Deportivo   |
| Real Unión de Irún        | 2-1           | Barakaldo Club de Fútbol  |
| Unión Deportiva Melilla   | 2-3           | Polideportivo Ejido       |
| Hércules Club de Fútbol   | 1-0           | Girona Futbol Club        |
| Elche Club de Fútbol      | 1-1 (p. 4-3 ) | Club Deportivo Tenerife   |
| Rayo Vallecano            | 2-1           | Albacete Balompié         |
| Unión Deportiva Salamanca | 0-1           | Club Deportivo Castellón  |
| Real Celta                | 2-0           | Real Sociedad             |

## Četvrto kolo
| Prva momčad    | Rez. | Druga momčad | 1. ut. | 2. ut. |
| -------------- | ---- | ------------ | ------ | ------ |
| Real Unión     | 6–6  | Real Madrid  | 3–2    | 3–4    |
| Poli Ejido     | 6–1  | Villarreal   | 5–0    | 1–1    |
| Celta          | 2–5  | Espanyol     | 2–2    | 0–3    |
| Hércules       | 3–7  | Valladolid   | 1–5    | 2–2    |
| Benidorm       | 0–2  | Barcelona    | 0–1    | 0–1    |
| Portugalete    | 1–7  | Valencia     | 1–4    | 0–3    |
| Orihuela       | 0–1  | Atlético     | 0–1    | 0–0    |
| Elche          | 0–4  | Deportivo    | 0–2    | 0–2    |
| Real Murcia    | 2–3  | Racing       | 2–1    | 0–2    |
| Rayo Vallecano | 1–5  | Almería      | 1–2    | 0–3    |
| Numancia       | 0–3  | Sporting     | 0–1    | 0–2    |
| Málaga         | 1–3  | Mallorca     | 1–1    | 0–2    |
| Athletic       | 3–2  | Recreativo   | 2–0    | 1–2    |
| Castellón      | 0–4  | Betis        | 0–2    | 0–2    |
| Getafe         | 0–1  | Osasuna      | 0–0    | 0–1    |
| Ponferradina   | 1–4  | Sevilla      | 1–0    | 0–4    |

## Osmina finala
| Prva momčad | Rez.      | Druga momčad | 1. ut. | 2. ut. |
| ----------- | --------- | ------------ | ------ | ------ |
| Sevilla     | 5–1       | Deportivo    | 2–1    | 3–0    |
| Sporting    | 4–3       | Valladolid   | 3–1    | 1–2    |
| Poli Ejido  | 3–3       | Espanyol     | 3–2    | 0–1    |
| Real Unión  | 0–2       | Betis        | 0–1    | 0–1    |
| Mallorca    | 4–2       | Almería      | 3–1    | 1–1    |
| Racing      | 2–4 (pr.) | Valencia     | 1–1    | 1–3    |
| Atlético    | 2–5       | Barcelona    | 1–3    | 1–2    |
| Osasuna     | 1–3       | Athletic     | 1–1    | 0–2    |

## Četvrtfinale
| Prva momčad     | Rez. | Druga momčad      | 1. ut. | 2. ut. |
| --------------- | ---- | ----------------- | ------ | ------ |
| Valencia        | 4-4  | Sevilla           | 3-2    | 1-2    |
| Espanyol        | 2-3  | Barcelona         | 0-0    | 2-3    |
| Athletic Bilbao | 2-1  | Sporting de Gijón | 0-0    | 2-1    |
| Mallorca        | 1-0  | Betis             | 1-0    | 0-0    |

## Polufinale
| Prva momčad | Rez. | Druga momčad    | 1. ut. | 2. ut. |
| ----------- | ---- | --------------- | ------ | ------ |
| Sevilla     | 2-4  | Athletic Bilbao | 2-1    | 0-3    |
| Barcelona   | 3-1  | Mallorca        | 2-0    | 1-1    |

## Finale
| 13. svibnja 2009. 22:00 CEST |           |                                        |                                                                            |
| Athletic Bilbao              | 1 – 4     | Barcelona                              | Estadio Mestalla, Valencia Broj gledatelja: 55.000 Sudac: Medina Cantalejo |
| Toquero 8'                   | izvještaj | Touré 31' Messi 54' Bojan 57' Xavi 64' | Estadio Mestalla, Valencia Broj gledatelja: 55.000 Sudac: Medina Cantalejo |

## Najbolji strijelci
| Strijelac         | Golova | Momčad     |
| ----------------- | ------ | ---------- |
| Jorge Molina      | 7      | Poli Ejido |
| Luís Fabiano      | 7      | Sevilla    |
| Lionel Messi      | 6      | Barcelona  |
| Bojan Krkić       | 5      | Barcelona  |
| Grégory Lager     | 5      | Poli Ejido |
| Alhassane Keita   | 4      | Mallorca   |
| David Barral      | 4      | Sporting   |
| Iñaki Goikoetxea  | 4      | Real Unión |
| Fernando Llorente | 4      | Athletic   |